# Qualificazioni alla Coppa araba FIFA 2025
Sono elencate di seguito le date e i risultati per le qualificazioni alla Coppa araba FIFA 2025.

## Formula
Le 14 squadre con il ranking più basso secondo il ranking FIFA di aprile 2025 si affronteranno il 25 e 26 novembre in partite a eliminazione diretta in gara unica. La squadra meglio classificata tra quelle appartenenti all’AFC (Confederazione asiatica) affronterà la squadra con il ranking più basso della CAF (Confederazione africana), la seconda miglior squadra AFC affronterà la seconda peggior squadra CAF, e così via.

## Spareggi

### Tabella riassuntiva
| Squadra 1 | Risultato | Squadra 2     |
| --------- | --------- | ------------- |
| Oman      | v         | Somalia       |
| Bahrein   | v         | Gibuti        |
| Siria     | v         | Sudan del Sud |
| Palestina | v         | Libia         |
| Libano    | v         | Sudan         |
| Kuwait    | v         | Mauritania    |
| Yemen     | v         | Comore        |

### Partite
| novembre 2025, ore UTC+3 | Oman | – | Somalia |  |

| novembre 2025, ore UTC+3 | Bahrein | – | Gibuti |  |

| novembre 2025, ore UTC+3 | Siria | – | Sudan del Sud |  |

| novembre 2025, ore UTC+3 | Palestina | – | Libia |  |

| novembre 2025, ore UTC+3 | Libano | – | Sudan |  |

| novembre 2025, ore UTC+3 | Kuwait | – | Mauritania |  |

| novembre 2025, ore UTC+3 | Yemen | – | Comore |  |